# Deuxième République (Venezuela)
Pour les articles homonymes, voir Deuxième République.
1813–1814
Entités précédentes :
- Capitainerie générale du Venezuela

Entités suivantes :
- Capitainerie générale du Venezuela

Au Venezuela, la Seconde République (espagnol : Segunda República) est le nom communément donné au régime, officiellement nommé République du Venezuela (República de Venezuela), ayant dirigé la pays pendant la période historique qui va de 1813 à 1814, et par métonymie, cette période elle-même. La Deuxième République commence par la libération de la ville de Cumaná, l'achèvement de la Campagne d'Orient par Santiago Mariño le  3 août 1813 et l'entrée de Simón Bolívar à Caracas le 6 du même mois après avoir terminé la Campagne Admirable.

## Histoire

### Campagne Admirable
Elle permet la libération du Venezuela occidental, formé par les provinces de Mérida, Barinas, Trujillo et Caracas. Grâce aux succès obtenus au même moment par la Campagne d'Orient de Santiago Mariño, conduisant à l'instauration de la Seconde république vénézuélienne.